# Prieuré de La Boisse
Le prieuré de La Boisse est un ancien prieuré de l'ordre de Saint Ruf dont les vestiges se dressent sur la commune de La Boisse dans le département de l'Ain en région Auvergne-Rhône-Alpes.

## Situation
Les vestiges du prieuré sont situés dans le département français de l'Ain, près de Montluel, sur la commune de La Boisse à proximité immédiate de l'église Notre-Dame-de-l'Assomption, sur le grand chemin qui allait de Lyon à Genève.

## Histoire
Vers 1080, saint Gébuin, archevêque de Lyon, donne l'église de la Boisse, avec toute sa paroisse et ses deux chapellenies de Montluel et de Girieu, et l'église Saint-Étienne de Montluel[réf. nécessaire], à l'ordre de Saint Ruf, qui y établit un prieuré.
Fondé par les sires de Montluel au cours du XIe siècle, le prieuré est en particulier mentionné par Samuel Guichenon lors de sa donation en 1080 à l'ordre de Saint Ruf, par Humbert Ier de Montluel, premier seigneur de Montluel. Le monastère a justice moyenne et basse.
L'ordre de Saint Ruf y établit alors un prieuré dépendant d'une paroisse dont la tutelle de l'ordre de Saint Ruf est confirmée le 20 juin 1092 par l'archevêque de Lyon, Hugues de Die successeur de saint Gébuin, puis par les papes Urbain II, Calixte II, Anastase IV, Urbain III, Innocent III, etc. Le plus ancien prieur connu est Humbert, vivant en 1141.
Parmi ses principaux bienfaiteurs, on remarque Humbert, seigneur de Montluel, qui en 1236 lui donne un pré.
En 1259, le prieur Guy de Paladru obtint du seigneur de Montluel l'abandon de tous les droits de justice et d'usage qu'il prétendait exercer sur les hommes du village de La Boisse, à la réserve seulement du droit de punir les homicides. En 1266, Guichard, sire de Beaujeu, lègue au prieuré cent sous de Viennois et des services.
En 1488, le prieuré passe sous l'autorité de celui de La Platière, situé à Lyon dans l'actuelle rue de La Platière et comptait huit chanoines. 
En 1623, le prieuré est sous la responsabilité de messire du Tremblay, alors curé de l'église Saint-Étienne de Montluel ; le 18 janvier de cette année, l'ensemble des prieurs assistent en l'église Saint-Étienne, à la veillée funèbre de François de Sales, évêque de Genève, dont le transfert de la dépouille, de Genève à Annecy, transitait par Montluel.
En 1666, le prieuré compte huit religieux dont le prieur Marc de Rossillon.
En 1771, le prieuré de la Boisse, uni à l'ordre de saint Lazare, est attribué à la mense de Lyon pour le compte de l'archevêque de Lyon, Antoine de Malvin de Montazet, qui y nomme et ensuite le domaine fut vendu à un dénommé Vincent pour une somme de 81 300 francs.
En 1809, une partie des bâtiments est achetée pour la réalisation du presbytère de l'église Notre-Dame-de-l'Assomption.

## Les prieurs
Des origines jusqu'à 1771, trente-et-un prieurs se sont succédé à la tête du prieuré. Le plus ancien prieur connu est Humbert, vivant en 1141. On relève ensuite : Guy de Paladru (1259) ; Antelme d'Illins (1260) ; Antelme de Chandieu (1266) ; Barthélémy de Genay (1293 et 1300) ; Pierre de Surzine 1307) ; Didier (1321) ; Guy, archevêque de Nazareth (1331) ; Guy de la Tour (1363) ; Bertrand d'Audiguier (1386) ; Georges Bourguignon (140?) ; Pierre Colonger (1439) ; Ennemond de Palmier (1464)
sous le régime de la commende
Pierre du Lart, chanoine de Saint-Paul de Lyon, 1er prieur commendataire (1477) ; Estienne de Morel, prince-évêque de Maurienne, abbé d'Ambronay et de Saint-Pierre de Berne (1493-1495) ; Philippes Andrevet dit de « Corsan », protonotaire apostolique, doyen de l'Église de Mâcon (également prieur commendataire de Saint-Laurent-des-Roches) (1518 et 1524) ; Anthoine Andrevet dit de « Corsan », protonotaire apostolique, (également prieur commendataire de Saint-Laurent-des-Roches par résignation de son oncle Philippes Andrevet) (1530) ; Jean de Bachot, décédé à Rome, abbé d'Ambronay (1558) ; Claude de la Couz, seigneur de Chenavel, sénateur au Sénat de Savoie, abbé d'ambronay, prieur par résignation de son oncle Jean de Bachot (1570) ; Claude Livet (1615) ; André de Thrivoley (famille de Barat) (1615 et 1624) ; Antelme de Villars (1625) ; Marc de Rossillon de la famille de Beauretour, d'abord prieur de Notre-Dame de la Platière (1625-1666). Le dernier d'entre eux, semblant avoir été le chanoine Mandot.